# Lasserre-de-Prouille
Lasserre-de-Prouille (okzitanisch: La Sèrra de Prolha) ist eine südfranzösische Gemeinde mit 290 Einwohnern (Stand 1. Januar 2022) im Zentrum des Départements Aude in der Region Okzitanien.

## Lage
Das Runddorf (Circulade) Lasserre-de-Prouille liegt auf einem bewaldeten Hügel in einer Höhe von etwa 245 Metern ü. d. M. in der südöstlichen Randzone des Lauragais in der ehemaligen Grafschaft Razès etwa 30 Kilometer (Fahrtstrecke) westlich von Carcassonne bzw. etwa 20 Kilometer nordwestlich von Limoux.

## Bevölkerungsentwicklung
| Jahr      | 1968 | 1975 | 1982 | 1990 | 1999 | 2006 | 2016 |
| Einwohner | 189  | 199  | 177  | 174  | 202  | 225  | 266  |

In der ersten Hälfte des 19. Jahrhunderts hatte der Ort stets um die 400 Einwohner. Aufgrund der Reblauskrise im Weinbau und der zunehmenden Mechanisierung der Landwirtschaft ging die Einwohnerzahl seitdem bis auf die Tiefststände seit den 1950er Jahren zurück. Wegen der Nähe zu Carcassonne und den auf dem Lande deutlich niedrigeren Grundstücks- oder Immobilienpreisen ist in den letzten Jahrzehnten wieder ein leichter Anstieg der Bevölkerungszahlen zu verzeichnen.

## Wirtschaft
In früheren Zeiten lebten die Bewohner des Ortes als weitgehende Selbstversorger von der Landwirtschaft, wobei neben Getreide auch Wein angebaut wurde. Daneben betrieb man ein wenig Viehzucht (Schweine, Hühner etc.). An den Hängen des Hügels befinden sich Obstbäume und Gemüsegärten. Wie in vielen Orten des Languedoc dominiert seit dem 19. Jahrhundert der Weinbau; in der Umgebung des Ortes stehen die Gebäude einer regionalen Winzergenossenschaft (Cave Coopérative du Razès), die ihre Weine über die Appellationen Aude, Pays Cathare, Malepère und Pays d’Oc vermarktet. Wegen der Absatzkrise französischer Weine wird auf vielen Flächen wieder Getreide (Weizen, Mais) und Sonnenblumen ausgesät. Der Tourismus in Form der Vermietung von Ferienwohnungen (gîtes) spielt seit den 1960er Jahren ebenfalls eine bedeutsame Rolle für die Einnahmen der Bevölkerung und der Gemeinde.

## Geschichte
Der Ortsname La Serra wird im 11. Jahrhundert erstmals erwähnt; seit dem Jahr 1226 gehörte der Ort zur Grundherrschaft (seigneurie) der Sénéchaussée von Carcassonne. Später kam er zum nur vier Kilometer entfernten Dominikaner-Kloster Prouille bei Fanjeaux. 

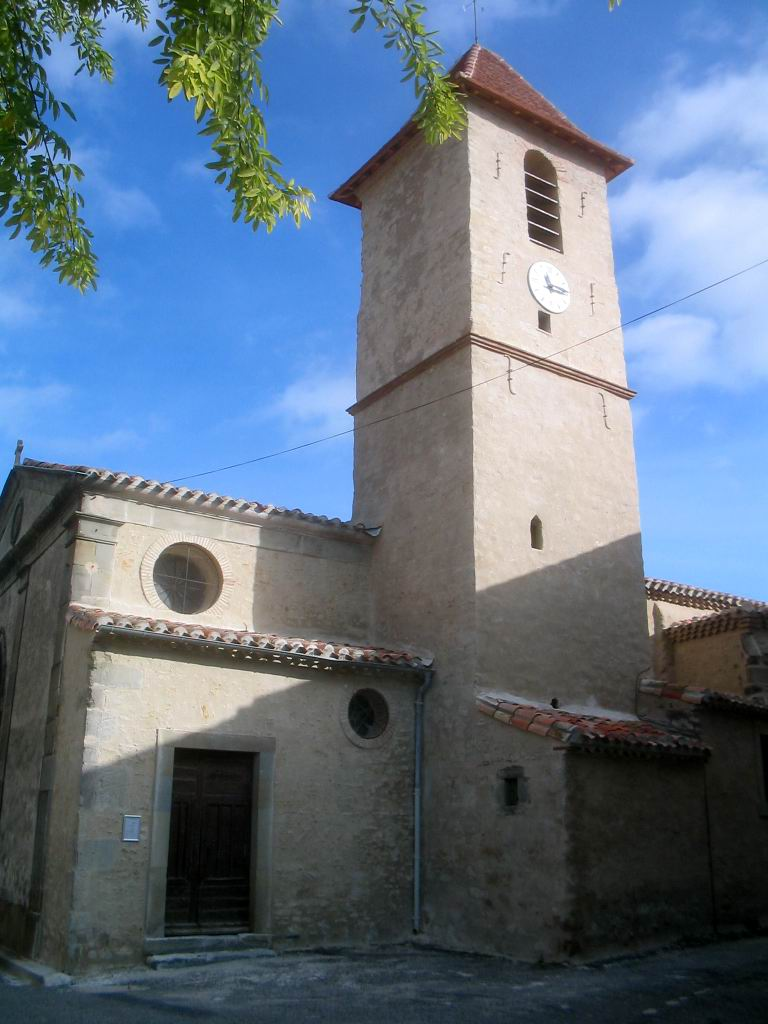
Église Saint-Étienne

## Sehenswürdigkeiten
- Der alte Ortskern gehört zum Typus der Circulades – Runddörfer, die aus Verteidigungsgründen um einen Kern, bestehend aus einer Burg und/oder Kirche, herum angelegt wurden und deren äußere Häuserfront als Ersatz für eine kostspielige Stadtmauer diente. Ein zweiter (äußerer) Häuserring ist nicht vollendet worden.
- Die einfache spätgotische Kirche (Église Saint-Étienne) stammt aus dem 14. Jahrhundert; sie steht ausnahmsweise nicht im Zentrum der Circulade, sondern ist Bestandteil des geschlossenen Häuserrings. Der Kirchenbau wurde im 18. und 19. Jahrhundert umgestaltet.
- Damals wie heute bildet eine kleine Pforte (Portail de la Ville) den einzigen Zugang zum zentralen Platz.